# Федерация хоккея Бельгии
Федерация хоккея Бельгии (нидерл. Koninklijke Belgische IJshockey Federatie)- организация, которая занимается проведением соревнований по хоккею на территории Бельгии. Федерация основана в ноябре 1908 года, член Международной федерации хоккея с шайбой с 8 декабря 1908 года. В стране насчитывается 14 клубов, 1352 зарегистрированных игроков (374 из них - взрослые), 12 хоккейных залов и 1 открытый каток с искусственным льдом. Самые вместительные залы находятся в городах - Антверпен, Льеж и Брюсселе.
Хоккей в Бельгии стал популярным ещё в начале XX века. Бельгийская федерация была в числе организаторов МФХСШ. Довольно долго бельгийский хоккей был на передовых ролях в Европе, но потом популярность его в стране начала падать. Развитие хоккея сдерживался отсутствием национальных тренерских кадров. Многими клубами руководили и руководят специалисты из Канады, США и Великобритании.
Первый чемпионат страны состоялся в 1912 году. Формула проведения турнира неоднократно менялась, чаще всего проводились 4-круговые турниры. В 1970 - 80-е годы, как правило, 4-5 команд играли в 2 круга. Несколько сезонов бельгийские клубы выступали во втором дивизионе чемпионата Нидерландов, причём результаты игр бельгийских команд между собой зачислялись в чемпионате Бельгии. Вместе с голландскими командами бельгийцы разыгрывали и Кубок Бельгии.
Чемпионы Бельгии: «Брюссель» (Брюссель) — 1922, 1923, 1938—1943, 1945—1948, 1962—1964, 1967, 1968, 1970—1972, 1975—1978 і 1982, «Олимпия» (Хейст-оп-ден-Берг) — 1979, 1980, 1983, 1986, 1987, 1989—1992, 2004, «Геренталс» (Геренталс) — 1981, 1984 і 1985 і 1993—1999, «Фантомс» (Дерн) — 1988, 2002, 2003.
По завершении сезона, самой корректной команде вручается приз «Справедливой игры». Молодёжной и юношеский хоккей в Бельгии развит слабо, хотя хоккеисты этих возрастных групп разыгрывают звание чемпиона. К хоккею молодёжь приобщается в основном в пору студенчества.
Сборная Бельгии  провела первый официальный матч в 1906 году со сборной Франции (6:2). Бельгийцы участвовали в 1-м чемпионате Европы в 1910 в городе Ле-Аван (Швейцария). Сборная Бельгии - чемпион Европы 1913, серебряный призёр ЧЕ 1927, бронзовый призёр ЧЕ 1910, 1911 и 1914. Лучший результат команды на чемпионатах мира - шестое место в 1920 году. Она принимала участие в зимних Олимпийских играх, но не была классифицирована.
Сильнейшие игроки Бельгии разных лет:
- вратарь: Ван дер Виик,
- защитники: Брасс, Дрис, Сарарин,
- нападающие: Поль Луак, Филипп ван Фольксов, К. Франк, А. Госсенс, П. Крейтц, Б. Моррис, Ф. Плюм, Арноульд.

## Национальные команды
- Взрослая команда;
- Молодёжная до 20 лет;
- Юниорская до 18 лет;
- Детская до 16 лет;
- Женская команда.